# Rodrigo Delfim Pereira
Rodrigo Delfim Pereira, seigneur de la Quinta das Murtas, est né à Rio de Janeiro, au Brésil, le 4 novembre 1823 et décédé à Lisbonne, au Portugal, le 31 janvier 1891. Fils légitimé de l'empereur Pierre Ier du Brésil, c'est un diplomate brésilien qui a notamment servi à Berlin, à Paris et à Hambourg.